# 海豹島歷史區
海豹島歷史區（英語：Seal Island Historic District）是位于美国阿拉斯加白令海普里比洛夫群岛中的圣乔治岛和聖保羅島的国家历史名胜。这些岛屿原本是北海狗赖以生存的家园，但随后阿拉斯加原住民因为生存需要开始少量捕杀北海狗，而自俄罗斯人到来后包括来自俄国、英国、美国等殖民者开始大量捕杀北海狗。除此以外，普里比洛夫群岛也是北極熊在地球上的分布南界。1911年北太平洋海豹公約由英国、日本、俄罗斯和美国签署，旨在限制在这些岛屿上进行捕猎海豹、海狗的活动；该国际条约是目前公认的世界上最早的自然保护条约，也为后续一系列自然保护条约奠定了基础。

## 历史
普里比洛夫群島於1786年被来自俄羅斯的毛皮獵人發現，在接下來的幾年裡，許多狩獵和加工海豹产品的小村莊开始建立起來，包括现今的聖喬治和聖保羅。在俄美公司获得该地区毛皮产业的垄断后，这些村庄也迎来了一个繁荣时期，直到1867年该地区被卖给美国。在政权交接后，美国开始授权私营企业经营相关产业。然而由于该行业的利润丰厚，人们无节制的捕猎活动导致海豹的种群数量急剧下降，从19世纪中叶的数百万只下降到20世纪初的30万只。到了1911年，俄罗斯、日本、英国和美国签署了1911年北太平洋海豹公約，该条约旨在缔约国暂停对该区域进行捕猎海豹的活动，該条約於1985年到期。
在1920年代时，海豹數量已顯著恢復，到了1952年海豹的种群数量約為150萬隻。目前为止该地区是阿拉斯加海上國家野生動物保護區的一部分，并且当局立法禁止除阿留申人以外的任何人捕猎海豹。雖然不再進行商業捕獵，但海豹數量最近一直在減少，這可能是由於島嶼上被沖刷的大量碎片所致。

## 地理
聖保羅和聖喬治的三个地区于1962年被列入国家历史名胜，并于1966年被列入国家史迹名录。在聖喬治，指定区域包含圣乔治岛北岸的区域，包含圣乔治市的历史建筑和东部的海豹屠宰场；而在聖保羅，指定区域则包括圣保罗岛东北角半岛区域，圣保罗市的历史建筑主要位于该区，这其中占据圣保罗岛10%的土地面积。在这两座城市，历史建筑包括海豹加工业的加工设施和工人宿舍，以及两个社区的俄罗斯东正教教堂。其中圣乔治的聖喬治大烈士東正教教堂和圣保罗的聖彼得和保羅教堂被单独列入国家史迹名录。聖喬治的历史群落區包括俄羅斯早期建造的村莊斯特拉亚阿季尔的遗址；而在聖保羅，該地區包括九個獨立的山丘和五個歷史悠久的村莊遺址。

### 注解
1. ↑  学名：Ursus maritimus
2. ↑  Staraya Atil